# ول مرغزار
ول مرغزار (Microtus ochrogaster) ول کوچکی است که در مرکز آمریکای شمالی یافت می‌شود.
خز درشت و قهوه‌ای مایل به خاکستری در قسمت بالایی بدن و خز زرد در قسمت پایین بدن دارد. گوش‌های کوتاه و دم کوتاهی دارد که تا حدودی تیره‌تر است.
نام علمی این جاندار، Microtus ochrogaster، از یونانی گرفته شده‌است. نام جنس به «گوش کوچک» و لقب خاص او به «شکم زرد» ترجمه می‌شود. آنها در مراتع در مرکز ایالات متحده و کانادا یافت می‌شوند. از کوه‌های راکی شرقی در غرب تا ویرجینیای غربی در شرق و تا چمنزارهای کانادا در شمال.
جمعیت‌های بازمانده جداگانه‌ای زمانی از علفزارهای ساحلی خلیج غربی در تگزاس و لوئیزیانا شناخته شده بودند و طبق گزارش‌ها در دهه ۱۹۰۰ فراوان بودند، اما این جمعیت‌ها اکنون احتمالاً منقرض شده‌اند.

## زیستگاه
ول مرغزار در مزارع خشکی زندگی می‌کند که دارای پوششی از چمن‌ها و علف‌های هرز است. بیشترین جمعیت معمولاً در مزارع آیش یا مزارع یونجه یافت می‌شود. ول‌های مرغزار از میان پوشش گیاهی سطحی، حفره‌ها و راهروهای کم عمق ایجاد می‌کنند. در زمستان زیر برف تونل می‌زنند. آن‌ها از این راهروها برای اهداف بسیاری استفاده می‌کنند، از محافظت در برابر شکارچیان گرفته تا تهیه غذا. آرامش ول‌های مرغزار به راحتی به‌هم می‌خورد. آنها در صورت مشاهده درندگان در نزدیکی یا هرگونه تهدیدی فروا وارد لانه‌های خود می‌شوند. در مقایسه با ول چمنزار شرقی، ول‌های مرغزار مناطق خشک‌تر را ترجیح می‌دهند.

## رفتار
ول‌های مرغزار در تمام طول سال فعال هستند. در هوای سردتر، در طول روز فعالیت بیشتری دارند. در مواقع دیگر، عمدتاً شب‌گرد هستند. ول‌های مرغزار به صورت گروه‌گروه زندگی می‌کنند و دیده شده که رفتار اجتماعی انسان‌مانندی را در گروه‌ها از خود نشان می‌دهند.
ول‌های مرغزار به ندرت بیش از یک یا دو سال عمر می‌کنند. امید به زندگی آنها بر اساس حضور شکارچی و عوامل طبیعی در منطقه آنها است.
ول‌های مرغزار عمدتاً گیاهخوار هستند و از علف‌ها، ریشه‌ها، میوه‌ها، دانه‌ها و پوست درخت و برخی از حشرات تغذیه می‌کنند. این حشرات غذا را ذخیره می‌کنند. شکارگران این ول‌ها شامل کایوت‌ها، بازها، جغدها، روباه‌ها و مار زنگی دشتی هستند. آنها ممکن است به گیاهان باغ و درختان کوچک آسیب بزنند.
در طول فصل جفت‌گیری، ول‌های مرغزار به محدوده‌های جدای فردی می‌روند تا از مزاحمت دیگر ول‌ها در امان باشند. آنها قلمرو خود را با ادرار و سایر ترشحات مشخص می‌کنند. آنها با بالا بردن پاهای جلویی، دراز کردن سر به جلو و دندان قروچه کردن، حالت دفاعی را در مقابل رقیب یا دشمن به خود می‌گیرند. در خارج از فصول جفت‌گیری، ول‌های مرغزار با هم زندگی می‌کنند.